# Denticollis denticornis
Denticollis denticornis là một loài bọ cánh cứng trong họ Elateridae. Loài này được Kirby miêu tả khoa học năm 1837.